# Coffeeshop Mellow Yellow
 (août 2022).
Pour l’article homonyme, voir Mellow Yellow.

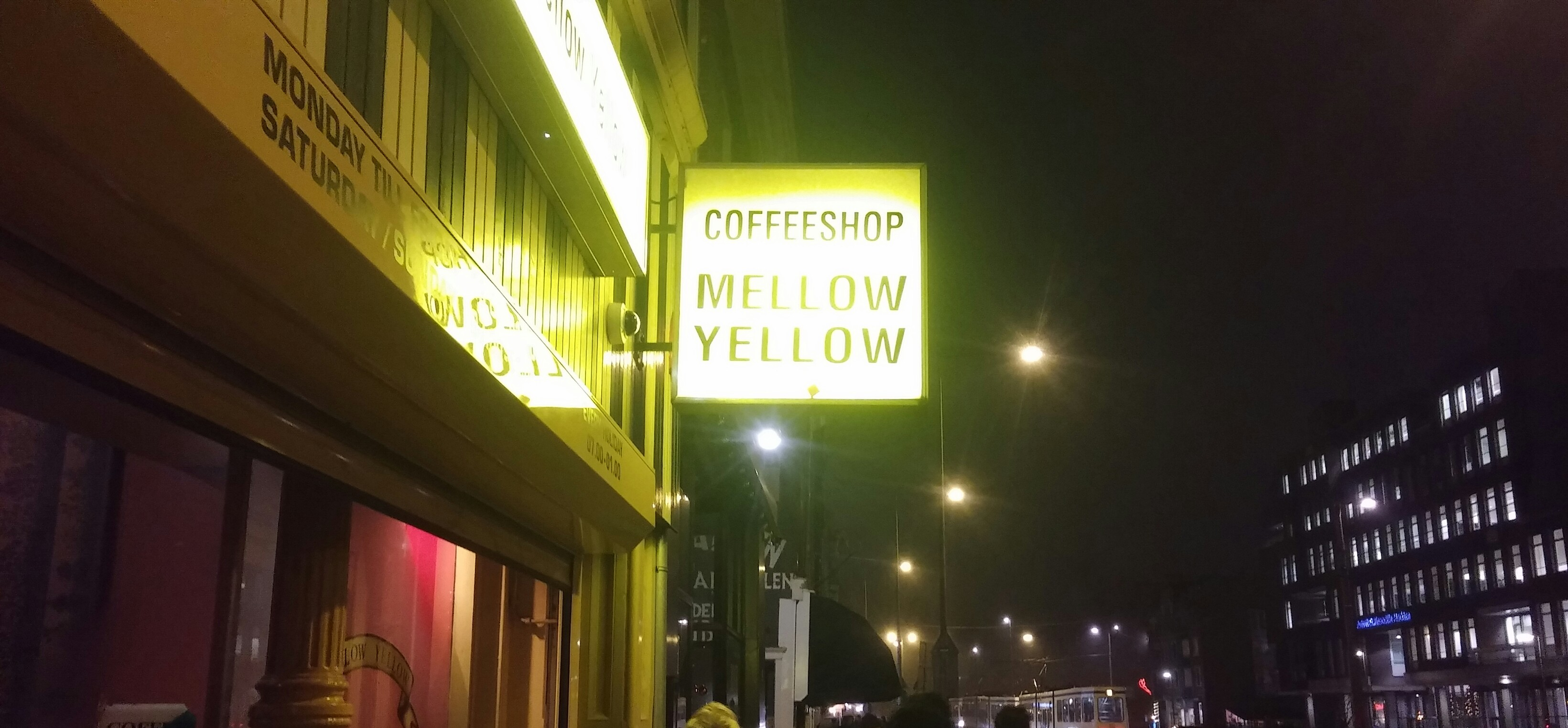
Coffeeshop Mellow Jaune

Le Mellow Yellow était le plus ancien coffeeshop d'Amsterdam, avant sa fermeture début 2017 . Le café a été fondé en 1972 par Wernard Bruining à Weesperzijde, Amsterdam, dans les locaux d'une ancienne boulangerie. Le magasin de vente au détail de cannabis porte le nom de Mellow Yellow, une chanson de Donovan qui décrit le chanteur essayant de s'enivrer en fumant de la peau de banane.

## Problèmes légaux
La boutique a commencé à vendre du cannabis bien que cela soit illégal au moment de sa création. Les ventes étaient à l'origine effectuées par des dealers assis au bar se faisant passer pour des clients. Le Mellow Yellow a été perquisitionné sans succès par la police à plusieurs reprises. Du cannabis non emballé, acheté auprès de grossistes, dont le baron de la drogue Klaas Bruinsma, était caché derrière des portes et des volets secrets.
En 1975, le concept a été adopté par un coffeeshop appelé Russia situé dans la même rue que le Mellow Yellow et a été suivi par un autre coffee shop appelé The Bulldog. Il y a maintenant 223  cafés de ce type à Amsterdam, bien que ce nombre soit en diminution eu égard à la nouvelle politique de la ville d'éloigner les attractions touristiques historiques du centre-ville.
Wernard Bruining dirige également le Stichting Mediwiet (Medi Cannabis Foundation), un groupe qui soutient la légalisation de la culture du cannabis à des fins médicales.

## Fermeture
Un autre coffee shop, qui avait repris le nom de Mellow Yellow avec l'autorisation de  Wernard Bruining, a été fermé en 2017. Le coffeeshop a été fermé au Nouvel An 2017, en raison d'une nouvelle législation à Amsterdam exigeant la fermeture de 28 coffeeshops situés à moins de 250 mètres des écoles. Le propriétaire a protesté contre le fait que l'école en question était une académie de coiffure avec des étudiants généralement âgés de plus de 18 ans, mais la mairie d'Amsterdam exigeait toujours sa fermeture, en partie pour protéger les coffeeshops restants d'Amsterdam des wietpas (nl), exigences utilisées dans d'autres parties des Pays-Bas qui interdisent aux étrangers d'accéder aux coffeeshops de cannabis. Le propriétaire Johnny Petram a déclaré qu'il espérait pouvoir rouvrir le Mellow Yellow dans un nouvel emplacement.